# MAN Lion’s Intercity
Der Lion’s Intercity ist ein Überlandbus des deutschen Unternehmens MAN Truck & Bus. Er wird auch für den Einsatz im Shuttleverkehr, etwa für den Flughafentransfer, sowie als Schulbus vermarktet. 2021 wurde der MAN Lion’s Intercity LE, als weiteres Mitglied der Lion’s Intercity Reihe vorgestellt.

## Geschichte
Das Fahrzeug wird seit 2015 in der türkischen Stadt Ankara produziert und seither in Europa als Standard-Überlandbus angeboten. 2016 wurde das Modell zum Überlandbus des Jahres in Russland gewählt.
2018 hat MAN in einer Ausschreibung der Deutschen Bahn alle Lose für die Lieferung von bis zu 1000 Bussen über einen Lieferzeitraum von vier Jahren erhalten; dabei sind für alle Überlandbusse der DB Regio Bus ausschließlich MAN Lion’s Intercity vorgesehen.
Auf der Busworld Europe 2023 wurde bekannt gegeben, dass alle Lion’s Intercity-Modelle ab dem Modelljahr 2024 auf Basis einer neuen Elektronikplattform gebaut werden. Damit wird auch der neue Fahrerarbeitsplatz eingeführt. Dieser bietet ein 12 Zoll Zentraldisplay, das vollkommen digital ausgeführt ist und über einen zentralen Mitteilungsbereich mit sich überlagernden Infoebenen verfügt. Optional kann auch das neue Multifunktionslenkrad bestellt werden, über das viele Funktionen komfortabel bedient werden können. Erstmals lässt sich das Lenkrad auch zur besseren Bewegungsfreiheit des Fahrers vollständig nach oben klappen.

## Ausstattung
Abhängig vom Einsatzzweck wird das Fahrzeug als Lion’s Intercity in einer Länge 12,2 m (bis zu 55 Sitzplätze) und als Intercity C in den Längen 13 und 13,2 m (bis zu 59 bzw. 63 Sitzplätze) angeboten.
Im Unterschied zum Niederflurbus MAN Lion’s City ist der Lion’s Intercity als Hochbodenbus konzipiert, wobei der durchgängige Boden nach hinten leicht ansteigt; die letzten Sitzreihen über dem Motorraum sind über Stufen zu erreichen.
Das Baukastensystem ermöglicht es, den Bus entweder komplett durchzubestuhlen oder ein Wechselpodest herauszunehmen, um Platz für zwei Rollstühle, Kinderwagen oder stehende Passagiere zu bieten. Damit entspricht das Fahrzeug den Anforderungen des Personenbeförderungsgesetzes, das im Fernbusverkehr mindestens zwei Stellplätze für Rollstuhlnutzer vorschreibt. Der Lion’s Intercity verfügt über zwei pneumatische, außenschwenkende Türen, wobei die hintere Tür in zwei Breiten sowie mit einem Hublift für Rollstühle angeboten wird.

## Technik
Als Motor werden der hauseigene 6-Zylinder-Reihenmotor D0836 LOH oder der hauseigene 6-Zylinder-Reihenmotor D1556 LOH eingebaut.
- Der stehend angeordnete Dieselmotor D0836 LOH mit Common Rail hat einen Hubraum von 6867 cm³; die Nennleistung beträgt 213 Kilowatt (290 PS).
- Der stehend angeordnete Dieselmotor D1556 LOH mit Common Rail hat einen Hubraum von 9037 cm³; die Nennleistung beträgt wahlweise 206 Kilowatt (280 PS), 243 Kilowatt (330 PS) oder 265 Kilowatt (360 PS)